# Нтоку-Пікунда (національний парк)
Національний парк Нтоку-Пікунда — охоронна територія площею 4 572 км2 у басейні річки Конго Республіки Конго. Парк відомий як «Зелена безодня» з MegaTransect Дж. Майкла Фея. 28 грудня 2012 року Рада міністрів Конго та президент Дені Сассу Нгессо прийняли Указ про заснування національного парку Нтоку-Пікунда. Парк був створений насамперед для захисту приблизно 15 000 низинних горил. У парку також є приблизно 8000 лісових слонів і 950 шимпанзе. Міста та села, що оточують парк, мають загальне населення 25 000-30 000 людей. Парк має слабко розвинену інфраструктуру для туристів.   